# Trichoplax adhaerens
Trichoplax adhaerens és un animal simple amb forma de làmina amb una cavitat corporal plena de fluid pressuritzat. Se li concedí el seu propi embrancament, el dels placozous (Placozoa), que des del 2019 comparteix amb Hoilungia hongkongensis i Polyplacotoma mediterranea. El nom T. adhaerens li fou donat perquè tendeix a enganxar-se al seu substrat, incloent pipetes de vidre i portaobjectes per a microscopi.

## Descobriment
Trichoplax va ser descobert l'any 1883 pel zoòleg alemany Franz Eilhard Schulze, en un aquari d'aigua marina de l'Institut Zoològic a Graz, Àustria. El nom genèric deriva del grec θρίξ (thrix), 'pèl', i πλάξ (plax), 'placa'. L'epítet específic adhaerens prové del llatí, 'adherent', reflectint la tendència a enganxar-se a les làmines de vidre i pipetes utilitzades en el seu examen.
Tot i que des del començament la majoria d'investigadors que estudiaven Trichoplax s'adonaven en qualsevol detall que no tenia cap relació estreta amb cap altre embrancament d'animal, el zoòleg Thilo Krumbach va publicar una teoria que proposava que Trichoplax és una forma de la larva plànula de l'hidrozou similar a una anemona Eleutheria krohni (amb el nom acceptat actualment: Eleutheria dichotoma), l'any 1907. Encara que això va ser refutat per Schulze i d'altres, l'anàlisi de Krumbach va esdevenir l'explicació estàndard als llibres de text i res més va ser publicat en les revistes zoològiques sobre Trichoplax fins a la dècada de 1960. En la dècada de 1960 i 1970, un nou interès entre els investigadors va dur a l'acceptació dels placozous com un nou embrancament d'animals. Entre les noves descobertes, hi havia l'estudi de les fases primerenques del desenvolupament embrionari d'aquest animal i les proves que aquests animals que s'havien estat estudiant són adults, no larves. Aquest nou interès també incloïa l'estudi de l'organisme en la natura (en comptes dels aquaris).

## Característiques
Un Trichoplax té el cos tou, d'uns 0,5 mm, i pot semblar-se a una ameba. Està constituït per centenars de cèl·lules de quatre tipus diferents en tres capes: cèl·lules monociliades dorsals i epitelials ventrals, cèl·lules glandulars ventrals i fibroses sincitials.

## Relacions
S'ha seqüenciat el genoma mitocondrial complet de Trichoplax adhaerens i els placozous són l'embrancament més basal de tots els eumetazous vius.